# Spółka Restrukturyzacji Kopalń
Spółka Restrukturyzacji Kopalń SA – przedsiębiorstwo z siedzibą w Bytomiu. SRK jest jednoosobową spółką Skarbu Państwa, powołaną do prowadzenia likwidacji kopalń.
Powstała w wyniku połączenia w dniu 21 sierpnia 2000 roku pięciu kopalń spółek akcyjnych: KWK Jan Kanty, KWK Porąbka-Klimontów, KWK Saturn (dawniej KWK Czeladź), KWK Sosnowiec i KWK Żory. Spółka prowadzi likwidację i zagospodarowuje majątek zlikwidowanych kopalń.
W 2020 r. do SRK należały zakłady:
- Boże Dary
- Centrum
- Jas-Mos
- Krupiński
- Makoszowy
- Mysłowice
- Pokój
- Śląsk
- Wieczorek

| Rok budżetowy            | Kwota dotacji podmiotowych [mln zł] | Kwota dotacji celowych [mln zł] |
| ------------------------ | ----------------------------------- | ------------------------------- |
| Rok 2015                 | 255,3                               | 430,3                           |
| Rok 2014                 | 375,8                               | 0                               |
| Rok 2013                 | 261,9                               | 0                               |
| Rok 2012                 | 268,9                               | 0                               |
| Rok 2011                 | 261,0                               | 0                               |
| Rok 2010                 | 240,7                               | 0                               |
| Rok 2009                 | 217,0                               | 0                               |
| Razem lata 2009–2016 (Σ) | 1880,6                              | 430,3                           |